# NFU1
NFU1 (англ. NFU1 iron-sulfur cluster scaffold) – білок, який кодується однойменним геном, розташованим у людей на 2-й хромосомі. Довжина поліпептидного ланцюга білка становить 254 амінокислот, а молекулярна маса — 28 463.
| 10         |  | 20         |  | 30         |  | 40         |  | 50         |
| ---------- |  | ---------- |  | ---------- |  | ---------- |  | ---------- |
| MAATARRGWG |  | AAAVAAGLRR |  | RFCHMLKNPY |  | TIKKQPLHQF |  | VQRPLFPLPA |
| AFYHPVRYMF |  | IQTQDTPNPN |  | SLKFIPGKPV |  | LETRTMDFPT |  | PAAAFRSPLA |
| RQLFRIEGVK |  | SVFFGPDFIT |  | VTKENEELDW |  | NLLKPDIYAT |  | IMDFFASGLP |
| LVTEETPSGE |  | AGSEEDDEVV |  | AMIKELLDTR |  | IRPTVQEDGG |  | DVIYKGFEDG |
| IVQLKLQGSC |  | TSCPSSIITL |  | KNGIQNMLQF |  | YIPEVEGVEQ |  | VMDDESDEKE |
| ANSP       |  |            |  |            |  |            |  |            |

A: Аланін

C: Цистеїн

D: Аспарагінова кислота

E: Глутамінова кислота

F: Фенілаланін

G: Гліцин

H: Гістидин

I: Ізолейцин

K: Лізин

L: Лейцин

M: Метіонін

N: Аспарагін

P: Пролін

Q: Глутамін

R: Аргінін

S: Серин

T: Треонін

V: Валін

W: Триптофан

Задіяний у такому біологічному процесі, як альтернативний сплайсинг. 
Білок має сайт для зв'язування з іонами металів, іоном заліза, залізо-сірчаною групою. 
Локалізований у цитоплазмі, мітохондрії.